# Guarigione del muto indemoniato

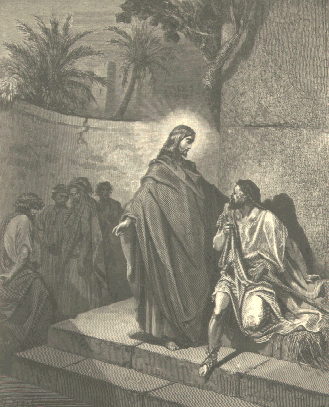
Cristo esorcizza un muto di Gustave Doré, 1865.

La guarigione del muto indemoniato è uno dei miracoli attribuiti a Gesù raccontato solo nel Vangelo secondo Matteo (Mt 9, 32-34). Il miracolo tende a confondersi con la guarigione del cieco e muto indemoniato, raccontato dal Vangelo secondo Matteo e dal Vangelo secondo Luca. 
Secondo Matteo, dopo che i due ciechi sanati da Gesù si furono allontanati, gli fu condotto un uomo muto per una possessione diabolica. Gesù scacciò il demonio e l'uomo riprese a parlare. Il popolo con stupore diceva: "Non si è mai vista una cosa simile in Israele!". Ma i farisei discutevano fra loro: "Egli scaccia i demoni per opera del principe dei demoni"